# Wikipedia App
Wikipedia App — энциклопедический сервис, разработанный фондом Викимедиа, является официальным приложением интернет-энциклопедии Википедия для мобильных интернет-устройств.
По состоянию на 2015 год работает под операционными системами: Android (распространяется через Google Play), BlackBerry (через BlackBerry World), IOS (через App Store) и Windows 8 (через Windows Store). Также фонд Викимедиа выпустил официальное приложение Wikimedia Commons, для загрузки графических изображений на Викисклад.
При этом помимо официальных приложений, независимые разработчики выпустили большое количество неофициальных приложений для чтения Википедии, часть из них загружает данные напрямую с сайта Википедии, другие приложения используют API MediaWiki.

## Wikipedia для iOS и Android
Официальное приложение iOS от Фонда Викимедиа называется «Wikipedia Mobile», для Android называется «Wikipedia». Приложения бесплатны. Они дают возможность чтения статей Википедии, и похожи на мобильную версию Википедии. Они также позволяют пользователям находить с географическими отметками на карте статьи об объектах, расположенных поблизости от пользователя.
Бета-версия приложения для Android с июня 2014 года не использует встроенный в ОС браузерный движок для отображения статей, а также позволяет править статьи путём редактирования викитекста.
Исходный код приложения WikipediaApp всегда доступен по адресу https://github.com/wikimedia/apps-android-wikipedia

## Неофициальные приложения
Основной целью приложений является отображение статей, а также типичные возможности: поиск статей, закладки, обмен или увеличения изображений. Некоторые из них:
- «All Of Wikipedia — Offline» от разработчика Brilliant(ish) Software[12]
- «WikiNodes» от разработчика Institute for Dynamic Educational Advancement[13]
- и другие

## Иллюстрации

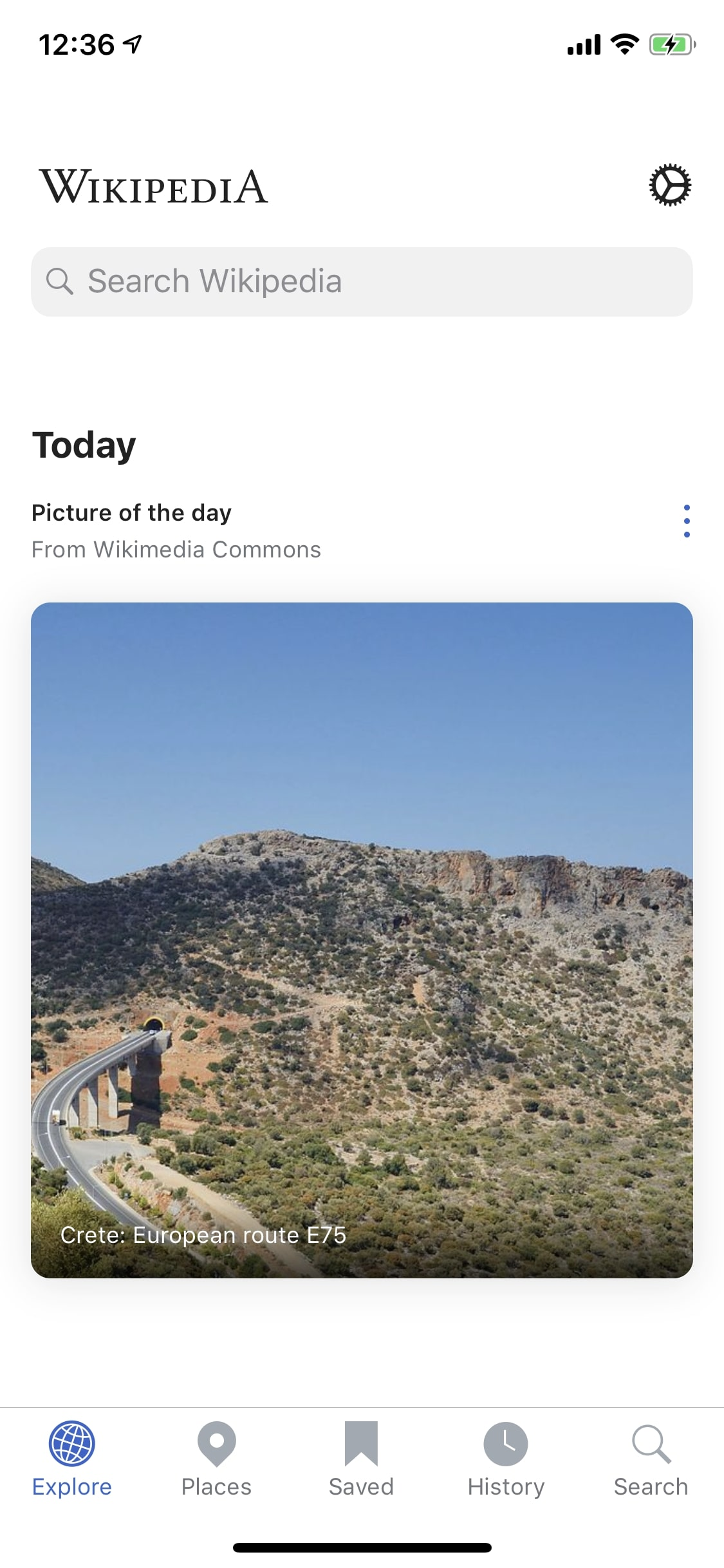
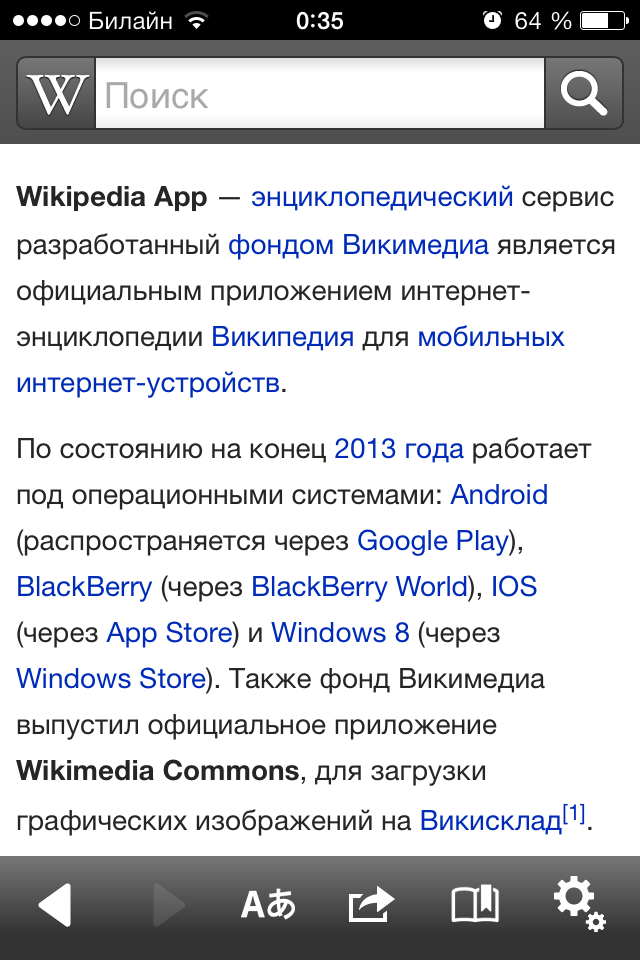